# Joffrey Bazié
Joffrey Negawabloua Bazié (27 ottobre 2003) è un calciatore burkinabè, attaccante del Paços Ferreira.

## Carriera

### Club
Cresciuto nel Salitas, nella stagione 2020-2021 disputa 3 incontri nella fase a gironi della CAF Confederations Cup.
Nell'ottobre del 2021 il club burkinabè comunica la cessione ai francesi del Lilla, trasferimento valido a partire dal gennaio 2022. Il 14 gennaio il trasferimento viene finalizzato.

### Nazionale
Nel 2021 con la nazionale under-20 burkinabè prende parte alla Coppa delle nazioni africane di categoria, dove gioca 4 incontri e realizza una rete.
Il 29 marzo 2022 esordisce con la nazionale maggiore nell'amichevole persa 3-0 contro il Belgio.

## Statistiche
Statistiche aggiornate al 21 dicembre 2021.
| Stagione        | Squadra         | Campionato      | Campionato | Campionato | Coppe nazionali | Coppe nazionali | Coppe nazionali | Coppe continentali | Coppe continentali | Coppe continentali | Altre coppe | Altre coppe | Altre coppe | Totale | Totale |
| Stagione        | Squadra         | Comp            | Pres       | Reti       | Comp            | Pres            | Reti            | Comp               | Pres               | Reti               | Comp        | Pres        | Reti        | Pres   | Reti   |
| --------------- | --------------- | --------------- | ---------- | ---------- | --------------- | --------------- | --------------- | ------------------ | ------------------ | ------------------ | ----------- | ----------- | ----------- | ------ | ------ |
| 2020-2021       | Salitas         | PD              | 0+         | 0+         |                 | -               | -               | CCC                | 3                  | 0                  |             | -           | -           | 3+     | 0+     |
| Totale carriera | Totale carriera | Totale carriera | 0+         | 0+         |                 | -               | -               |                    | 3                  | 0                  |             | -           | -           | 3+     | 0+     |

## Palmarès

### Individuale
- XI All Star Team della Coppa delle nazioni africane Under-20: 1

2021